# Србија на Светском првенству у атлетици у дворани 2008.
Србија је дебитовала на светским првенствима у дворани учешћем на Светском првенству 2008. одржаном у Валенсијиу од 7. до 9. марта.
Репрезентацију Србије је представљало двоје атлетичара, који су се такмичили у две дисциплине.
Представници Србије нису освојли ниједну медаљу нити је оборен неки рекорд.

## Учесници
Србију је престављао брачни пар Драгутин и Биљана Топић.
| Мушкарци: - Драгутин Топић, АК Војводина, Нови Сад — Скок увис | Жене: - Биљана Топић, АК Војводина, Нови Сад — Троскок |  |

## Резултати

### Мушкарци
| Атлетичар      | Дисциплина | Лични рекорд | Квалификација | Квалификација | Финале   | Финале  | Детаљи |
| Атлетичар      | Дисциплина | Лични рекорд | Резултат      | Место         | Резултат | Место   | Детаљи |
| -------------- | ---------- | ------------ | ------------- | ------------- | -------- | ------- | ------ |
| Драгутин Топић | Скок увис  | 2,35 НР      | 2,27          | 8 кв          | 2,27     | =6 / 17 |        |

### Жене
| Атлетичар    | Дисциплина | Лични рекорд | Квалификација | Квалификација         | Финале                | Финале  | Детаљи |
| Атлетичар    | Дисциплина | Лични рекорд | Резултат      | Место                 | Резултат              | Место   | Детаљи |
| ------------ | ---------- | ------------ | ------------- | --------------------- | --------------------- | ------- | ------ |
| Биљана Топић | Троскок    | 14,17 НР     | 13,97         | Није се квалификовала | Није се квалификовала | 12 / 18 |        |